# Флаг Усть-Кута
Флаг Усть-Ку́та — наряду с гербом официальный символ города Усть-Кута Иркутской области, принят 10 февраля 2009 года.

## Описание
Флаг Усть-Кута представляет собой прямоугольное зелёное полотнище с воспроизведением композиции герба Усть-Кута со следующими элементами:
- на поле флага две изогнутые белые полосы — символизируют слияние рек Куты и Лены, где расположен город;
- вверху — идущий и обернувшийся жёлтый соболь — символ природного богатства;
- внизу — жёлтый якорь (наподобие морского) — показывает Усть-Кут как важный транспортный узел; символ уверенности, надёжности, постоянства;
- справа — жёлтая бревенчатая башня с остроконечной кровлей и аркой — символизирует Усть-Кутский острог, ставший основой для города.

Соотношение ширины полотнища к длине 2:3.
Геральдические цвета флага означают:
- зелёный — символ природы, здоровья, жизненного роста, бескрайних лесов (тайги);
- белый — приравнивается к серебряному — символ чистоты, совершенства, мира и взаимопонимания;
- жёлтый — приравнивается к золотому — символ богатства, стабильности. уважения, интеллекта.